# Бягство към победата (филм)
 Тази статия е за филма от 1981.  За шоуто вижте Бягство към победата.  
„Бягство към победата“ (на английски: Escape to Victory) е спортен военен филм от 1981 г., режисиран от Джон Хюстън и с участието на Силвестър Сталоун, Майкъл Кейн, Макс фон Сюдов и Пеле. Филмът разказва за съюзническите военнопленници, интернирани в германски затворнически лагер по време на Втората световна война, които играят демонстративен футболен мач срещу германски отбор. Треньорът на пленническия отбор успява с големи усилия да убеди нацистите да доставят и футболисти военнопленници от контцнетрационните лагери в Полша. Тези момчета са в окаяно състояние и въпреки че не участват в мача, заминават за Франция.
Филмът получава голямо внимание при премиерата си по кината, тъй като в него участват професионалните футболисти Боби Мур, Освалдо Ардилес,  Кажимеж Дейна, Паул Ван Химст, Майк Съмърби, Халвар Торесен, Вернер Рот и Пеле. Много играчи от Ипсуич Таун също участват във филма, включително Джон Уорк, Ръсел Осман, Лори Сивел, Робин Търнър и Кевин О'Калахан. Други играчи на Ипсуич Таун заменят ролята на актьори във футболните сцени – Кевин Бийти за Майкъл Кейн и Пол Купър за Силвестър Сталоун. Ябо Яблонски написва сценария и филмът е включен в 12-ия Московски международен кинофестивал.

## Сюжет
Отбор от съюзнически военнопленници, трениран и ръководен от английския капитан Джон Колби, професионален футболист на Уест Хем Юнайтед преди войната, се съгласява да изиграе демонстративен мач срещу немски отбор от Вермахта, само за да се окажат въвлечени в немски пропаганден трик.
Колби е капитанът и по същество мениджърът на отбора и по този начин избира своя състав от играчи. Друг военнопленник, Робърт Хач, американец, който служи в канадската армия, първоначално не е избран, но в крайна сметка кара неохотния Колби да го пусне в отбора като треньор на отбора, тъй като Хач трябва да бъде с отбора, за да улесни предстоящия му опит за бягство.
Висшите офицери на Колби многократно се опитват да го убедят да използва мача като възможност за опит за бягство, но Колби последователно отказва, страхувайки се, че подобен опит ще доведе само до убийството на играчите му. Междувременно Хач е планирал несвързания си опит за бягство и началниците на Колби се съгласяват да му помогнат, ако той в замяна се съгласи да пътува до Париж, да се свърже с Френската съпротива и да се опита да ги убеди да помогнат на футболния отбор да избяга.
Хач успява да избяга от затворническия лагер и да открие Съпротивата в Париж. Съпротивата първоначално вярва, че ще бъде твърде рисковано да се помогне на отбора да избяга, но след като разбират, че мачът ще бъде на стадион Colombes (Стадион Ив дю Маноар), те планират бягството, като използват тунел от парижката канализационна система до душовете в съблекалнята на играчите. Те убеждават Хач да се остави да бъде заловен отново, за да може да предаде тази информация на водещите британски офицери в затворническия лагер.
Хач наистина е заловен отново. Той обаче е поставен в единична килия и по този начин затворниците не знаят дали френският ъндърграунд ще им помогне. Колби казва на германците, че има нужда от Хач в отбора, защото Хач е резервният вратар, а титулярният вратар си е счупил ръката. Самият Колби всъщност трябва да счупи ръката на титулярния вратар, защото германците искат доказателство за нараняването, преди да позволят на Хач да се присъедини към състава на съюзниците.
В крайна сметка военнопленниците могат да напуснат германския лагер само за да играят мача; те трябва да бъдат затворени отново след това. Пробивачите на тунели на съпротивата пробиват до съблекалнята на Съюзниците на полувремето, като военнопленниците изостават с 4 – 1. Отборът обаче убеждава Хач да се върне на терена за второто полувреме, вместо да води бягството, както е планирано.
Въпреки че официалните лица на мача са силно предубедени към германците и германският отбор причинява няколко умишлени наранявания на съюзническите играчи, се постига равенство 4 – 4 след страхотни изпълнения на Луис Фернандес, Карлос Рей и Тери Брейди. Хач играе вратар и прави отлични спасявания, включително спасяване на наказателен удар, докато времето изтича, за да лиши германците от победата. Гол на съюзниците е грубо отменен по-рано в мача, така че военнопленниците трябва да спечелят с 5 – 4.
След като Хач запазва равенството, тълпата нахлува на игрището и се тълпят сред играчите. Някои от зрителите помагат на съюзническите играчи да се маскират в хаоса, за да могат да избягат, и всички нахлуват през портите към свободата.

## Актьорски състав
Играчите
- Силвестър Сталоун като капитан Робърт Хач (САЩ)
- Майкъл Кейн като капитан Джон Колби (Англия)
- Пеле ефрейтор Луис Фернандес (Бразилия)
- Боби Мур като Тери Брейди (Англия)
- Освалдо Ардилес като Карлос Рей (Аржентина)
- Пол ван Химст като Мишел Филю (Белгия)
- Кажимеж Дейна като Пол Волчек (Полша)
- Халвар Торесен като Гунар Хилсон (Норвегия)
- Майк Съмърби като Сид Хармор (Англия)
- Ко Принс като Петер ван Бек (Холандия)
- Ръсел Осман като Дъг Клюр (Англия)
- Джон Уорк като Артър Хейс (Шотландия)
- Сьорен Линдстед като Ерик Бол (Дания)
- Кевин О'Калахан като Тони Луис (Ирландия)

Германците
- Макс фон Сюдов като майор Карл фон Щайнер
- Гари Уолдхорн като капитан Райнер Мюлер, немски треньор
- Джордж Микел като командир
- Лори Сивел като Шмид, немски вратар
- Артур Браус като Hauptsturmführer Lutz
- Робин Търнър като немски играч
- Вернер Рот като Бауман, капитан на германския отбор

Французите
- Амиду като Андре
- Беноа Ферьо като Жан-Пол Реми
- Жан-Франсоа Стевенен като Клод
- Золтан Гера като Виктор
- Карол Лор като Рене

Англичаните
- Тим Пигот-Смит като майор Роуз
- Джулиан Къри като крилото Шърлок
- Клайв Мерисън като Фалшификаторът
- Морис Роевс като Пири
- Майкъл Кокрейн като Фарел
- Даниел Маси като полковник Уолдрън